# Luftrum
Et luftrum er en tre-dimensionel administrativ zone i Jordens atmosfære, almindeligvis afgrænset af et bestemt geografisk område og evt. af en øvre og/eller en nedre højdegrænse. Af hensyn til afviklingen af luftfart inddeles atmosfæren i luftrum med forskellige såkaldte luftrumsklasser, hvori der gælder forskellige regler for den flyvende trafik.
| FL660 (~20000m)klasse C - kontrolleret VFR: radio, transponder, klareringFL195 (~6000m) |                                                           |                                                                |                                                                |                                                                |                                                           |                                                           |                                                           |                                                           |                                                           |                                                                  |                                                                  |                                                                  |
| klasse G - ukontrolleret                                                                | klasse E - kontrolleret VFR: ATS-flyveplan 3500' (~1050m) | klasse E - kontrolleret VFR: ATS-flyveplan 3500' (~1050m)      | klasse E - kontrolleret VFR: ATS-flyveplan 3500' (~1050m)      | klasse E - kontrolleret VFR: ATS-flyveplan 3500' (~1050m)      | klasse E - kontrolleret VFR: ATS-flyveplan 3500' (~1050m) | klasse E - kontrolleret VFR: ATS-flyveplan 3500' (~1050m) | klasse E - kontrolleret VFR: ATS-flyveplan 3500' (~1050m) | klasse E - kontrolleret VFR: ATS-flyveplan 3500' (~1050m) | klasse E - kontrolleret VFR: ATS-flyveplan 3500' (~1050m) | CPH TMA klasse C VFR: radio, transponder, klarering1500' (~450m) | CPH TMA klasse C VFR: radio, transponder, klarering1500' (~450m) | CPH TMA klasse C VFR: radio, transponder, klarering1500' (~450m) |
| klasse G - ukontrolleret                                                                | G                                                         | TMA klasse D - kontrolleret VFR: radio, klarering1500' (~450m) | TMA klasse D - kontrolleret VFR: radio, klarering1500' (~450m) | TMA klasse D - kontrolleret VFR: radio, klarering1500' (~450m) | G                                                         | TIA klasse G VFR: radio1500' (~450m)                      | TIA klasse G VFR: radio1500' (~450m)                      | TIA klasse G VFR: radio1500' (~450m)                      | G                                                         | CPH TMA klasse C VFR: radio, transponder, klarering1500' (~450m) | CPH TMA klasse C VFR: radio, transponder, klarering1500' (~450m) | CPH TMA klasse C VFR: radio, transponder, klarering1500' (~450m) |
| klasse G - ukontrolleret                                                                | G                                                         | G                                                              | CTR klasse D VFR: radio, klarering                             | G                                                              | G                                                         | G                                                         | TIZ klasse G VFR: radio                                   | G                                                         | G                                                         | G                                                                | CTR klasse D VFR: radio, klarering                               | G                                                                |
| nordsøen                                                                                | G                                                         | G                                                              | kontrolleret flyveplads                                        | G                                                              | G                                                         | G                                                         | ukontrolleret flyveplads                                  | G                                                         | G                                                         | G                                                                | Københavns lufthavn                                              | G                                                                |